# Albert I. (Namur)
Albert I. (* 973 und 981 bezeugt; † kurz vor 1011) war um 973 Graf von Namur. Er war der Sohn eines Comes Robert († vor 981) und der Ermengarde von Lothringen, einer Tochter des Grafen Otto von Verdun, Herzog von Lothringen. Robert wiederum war durch seine Mutter (eine Enkelin Reginhars von Hennegau aus dem Haus der Reginare) Erbe des Lommegaus.
Er heiratete 990 die Karolingerin Adelheid († nach 1012), eine Tochter des Herzoges Karls von Niederlothringen, der seit 987 französischer Thronprätendent war und 991 von Hugo Capet gefangengesetzt und bis zu seinem Tod in Orléans eingekerkert wurde.
Albert und Adelheid hatten mindestens zwei Kinder:
- Robert II., 1013–1018 bezeugt, † vor 1031, Graf von Namur
- Albert II., 1031–1062 bezeugt, † 1063/64, Vogt von Andenne, 1047 Stifter des Klosters Saint-Aubin in Namur; ⚭ Reginlindis von Lothringen, 1067 bezeugt, Tochter des Herzogs Gotzelo I.